# Basitropis immaculata
Basitropis immaculata là một loài bọ cánh cứng thuộc chi Basitropis, trong họ Anthribidae. Loài này được Frieser, R. mô tả khoa học lần đầu tiên năm 2001.